# Audriņi
Audriņi er en landsby i Audriņi pagasts i landskabet Latgale i det østlige Letland, NV for Rēzekne. Audriņi er hovedbyen i Audriņi pagasts, som havde 1.233 indbyggere den 1. juli 2010.
Audriņi er mest kendt for massakren, som den 2. januar 1942 udførtes af den nazi-tyske Einsatzgruppe A, der jævnede landsbyen med jorden og førte de 235 indbyggere undtagen 30 mænd til en nærliggende skov og henrettede dem. De 30 mænd blev den 4. januar 1942 henrettet offentligt i Rēzekne.
Anledningen til massakren var, at byens indbyggere angiveligt havde forsynet spredte medlemmer af Den Røde Hær med våben. Derpå beordrede kommandøren for sikkerhedspolitiet i Letland, SS-Obersturmbannführer Strauch, at udslette landsbyen og dens indbyggere til skræk og advarsel. Et eksemplar af den af Strauch underskrevne bekendtgørelse af massakren er hos den Russiske Føderations Statslige Arkiv (fond 7021, liste 93, akt 3792, blad 2/3).